# 3813 Fortov
3813 Fortov је астероид главног астероидног појаса са средњом удаљеношћу од Сунца која износи 2,190 астрономских јединица (АЈ).
Апсолутна магнитуда астероида је 13,3.